# Bartholomew de Burghersh
Bartholomew de Burghersh, II barón Burghersh KG (nacido antes de 1329 – 5 de abril de 1369) fue un soldado y noble inglés.

## Biografía
Era el hijo de Bartholomew Burghersh el Viejo, adoptó la profesión de armas seguida por su padre y rivalizó con él en funciones militares.
Su carrera documentada empieza en 1339, cuando acompañó a Eduardo III en su expedición a Flandes e intervino en la primera invasión del territorio francés.
Se encuentra su nombre como uno de los que auxiliaba al rey en su tercera campaña en Bretaña, poco gloriosa y nada fructífera, en 1342-3. 
En 1346, estaba en el séquito del príncipe de Gales, que entonces tenía quince años de edad, en la batalla de Crécy, y al año siguiente estuvo presente en el sitio de Calais, siendo recompensado por sus servicios distinguidos allí por un rico pupilaje. En 1349, estuvo en la campaña de Gascuña.
Al crearse la Orden de la Jarretera en 1350, fue elegido como uno de los primeros caballeros miembros. En 1354, cumplió un voto religioso marchando a Tierra Santa.
De vuelta a su hogar, se unió al príncipe de Gales en su expedición de 1355. Fue uno de los comandantes más eminentes del ejército invasor, y tuvo un gran papel en los acontecimientos de la campaña, especialmente en la batalla de Poitiers, el 19 de septiembre de 1356. Una atrevida hazaña de Burghersh está documentada por Froissart y habría ocurrido poco antes de la batalla. En compañía de Sir John Chandos y Sir James Audley, y llevando sólo veinticuatro caballeros, se apartaron del cuerpo principal del ejército, y, cayendo sobre la parte posterior del ejército francés, tomó prisioneros treinta y dos caballeros. Su coraje y su habilidad fueron puestos de nuevo a prueba alrededor de la misma época cuando, a su regreso con una pequeña partida de forrajeo en Romorantin cerca de Berry, fue atacado mediante una emboscada por una fuerza mucho mayor, que, sin embargo, consiguió mantener a distancia hasta que fueron socorridos por el príncipe de Gales.
Durante esta campaña murió su padre, Lord Burghersh, y recibió entonces sus tierras como heredero.
En 1359, de nuevo acompañóa a Eduardo III en su última y más formidable invasión de Francia, que terminó con el decisivo tratado de Bretigny, el 8 de mayo de 1360. Se delegó en él la ayuda en la negociación del tratado entre "los primogénitos de los reyes de Inglaterra y Francia" en Chartres, para lo cual se le entragron cartas de protección. Él y su hermano fueron apresados, en violación de la protección, y Eduardo tuvo que interponerse para obtener su liberación.
Durante esta campaña Knighton señala su exitoso asedio del castillo de Sourmussy en Gascuña, en el que parece haber demostrado habilidades sobresalientes.
En 1362, fue nombrado uno de los comisionados en el estado de Irlando. Cuando, en 1364, el rey Juan II de Francia, para compensar la ruptura de la buena fe por parte del duque Luis de Anjou, decidió entregarse de nuevo al cautiverio, para morir tres meses después de su desembarco en el palacio Savoy, Burghersh fue uno de los nobles delegados para recibirlo en Dover y llevarlo por Canterbury hasta la presencia de Eduardo en Eltham. 
En 1366 fue uno de los comisionados enviados al papa Urbano V, quien había exigido el pago de los intereses por el tributo cedido por el rey Juan.
Su muerte tuvo lugar en 1369. Por deseo suyo fue enterrado en la capilla de la abadía de Walsingham.

## Familia
Se casó antes del 10 de mayo de 1335 con Cecily de Weyland, de quien tuvo una hija:
- Elizabeth Burghersh (h. 1342–1409), suo jure baronesa Burghersh, se casó con Edward le Despencer, I barón le Despencer antes de diciembre de 1364.

Tras la muerte de Cecily, se casó con Margaret Gisors, de quien no tuvo hijos.